# Abenteuer Leben
Abenteuer Leben ist ein Fernsehmagazin, die bei Kabel Eins ausgestrahlt wird.

## Konzept
Das Fernsehmagazin berichtet über Themen aus Wissenschaft, Natur und Technik, bietet Kochrezepte, Bauanleitungen, Rechtstipps, Warenkunde und gibt Empfehlungen für Freizeitaktivitäten. Die Hauptkategorien des Magazins sind dabei „Essen & Trinken“, „Heimwerken & DIY“ und „Urlaub & Camping“. Charakteristisch für die Sendung sind auch wiederkehrende Unterformate innerhalb der Sendung wie „Gaumenschmaus oder Gaumengraus“ (GoG) mit Fernsehkoch Dirk Hoffmann oder „Jugend kann nicht kochen“ (JKNK) mit TV-Koch Achim Müller sowie weitere Foodtrends mit Felicitas Then.

## Moderation
| Aktuelle Moderatoren  | |                                            |
| Madita van Hülsen     | Abenteuer Leben täglich | seit 2025                                  |
| Tommy Scheel          | Abenteuer Leben am Sonntag Abenteuer Leben täglich | seit 2017 2019                             |
| Ehemalige Moderatoren | |                                            |
| Christian Mürau       | Abenteuer Leben Abenteuer Leben – täglich wissen So isst Deutschland Abenteuer Leben – History Abenteuer Leben Spezial Abenteuer Leben – täglich neu entdecken | 2000 bis 2012 2006 bis 2010 2007 2010 2012 |
| Jumbo Schreiner       | Abenteuer Leben XXL | 2010                                       |
| Kim Heinzelmann       | Abenteuer Leben XXL | 2011 bis 2012                              |
| Britta Sander         | Abenteuer Leben – täglich wissen | 2007                                       |
| Andreas Türck         | Abenteuer Leben am Sonntag | 2013 bis 2017                              |
| Johannes Zenglein     | Abenteuer Leben täglich | 2015 bis 2017                              |
| Kai Böcking           | Abenteuer Leben am Sonntag | 2018                                       |
| Kathy Weber           | Abenteuer Leben – täglich neu entdecken Abenteuer Leben täglich                                                                                                | 2013 bis 2015 2017 bis 2022                |
| Seraphina Kalze       | Abenteuer Leben täglich | 2015 bis 2024                              |

## Ausstrahlung
Seit dem 8. Januar 2000 wird das Magazin auf Kabel Eins ausgestrahlt. Von Januar 2000 bis März 2003 wurde das Magazin samstags um ca. 18:00 Uhr ausgestrahlt. Von März 2003 bis Mai 2009 wurde das Magazin zu verschiedenen Zeiten gesendet: sowohl dienstags zur Primetime als auch um ca. 22:15 Uhr. Seit Juni 2009 wird das Magazin sonntags um ca. 22:15 Uhr ausgestrahlt.

## Ableger

### Abenteuer Leben täglich
Unter dem Titel Abenteuer Leben – täglich Wissen wurde das Magazin vom 8. Mai 2006 bis 2010 ausgestrahlt und unter dem Titel Abenteuer Leben – täglich neu entdecken wurde das Magazin seit 2012 ausgestrahlt. Seit 2013 trägt es nur noch schlicht den Titel Abenteuer Leben täglich. Das Magazin wird werktags ausgestrahlt. Moderator von 2006 bis 2012 war Christian Mürau, ab 2013 Kathy Weber. Seit 2015 moderiert Johannes Zenglein. In zahlreichen Beiträgen wirkte der Düsseldorfer Fernsehkoch und Globetrotter Dirk Hoffmann mit, der auf seiner kulinarischen Weltreise internationale Küchen (z. B. Marokko, Washington, D.C., Disneyland Paris, Miami, Saint Petersburg, Bermuda, Jamaika, Sankt Petersburg, Kenia, London u. a. m.) vorstellte.

### So isst Deutschland
So isst Deutschland ist der zweite Ableger. Vom 25. November bis zum 29. Dezember 2007 wurde das Magazin ausgestrahlt.
Die ersten zwei Folgen wurden Sonntag um 20:15 Uhr ausgestrahlt. Nachdem diese wenig erfolgreich liefen, wurde die Sendung nach nur zwei Folgen abgesetzt. Der spätere Sendeplatz der letzten beiden Folgen war samstags 19:10 Uhr.
Moderator der Sendung mit Themen wie u. a. Was ist DAS deutsche Nationalgericht? und Was ist das beste Essen der Welt? war Christian Mürau.

### Abenteuer Leben History
Abenteuer Leben History ist der dritte Ableger. Vom 10. bis zum 31. Oktober 2010 wurde das Magazin ausgestrahlt. Die vier Folgen wurden Sonntag um 21:25 Uhr ausgestrahlt. Moderator war Christian Mürau.

### Abenteuer Leben XXL
Abenteuer Leben XXL ist der vierte Ableger. Vom 26. Oktober 2010 bis zum 27. September 2012 wurde die Sendung ausgestrahlt. Der Sendeplatz im Jahr 2010 ist der Dienstag um 21:20 Uhr, im Jahr 2011 der Sonntag um 20:15 Uhr und im Jahr 2012 der Dienstag um 20:15 Uhr. Moderator war 2010 Jumbo Schreiner und von 2011 bis 2012 Kim Heinzelmann.

### Abenteuer Leben Spezial
Abenteuer Leben Spezial ist eine Extra-Fernsehsendung zur Muttersendung. Sie wurde 2012 produziert und vom 19. November bis zum 12. Dezember 2012 auf Kabel Eins ausgestrahlt. Moderator war Christian Mürau. Das Magazin wurde werktags ausgestrahlt.